# 田家
田家（1918年—），原名田振江。河北蠡县人。中国军事将领。
早年参加抗日战争，参加百团大战和晋察冀抗日根据地。第二次国共内战时期，任晋察冀军区冀晋军区独立第二旅供给处政治委员，第4纵队12旅34团副政委、第35团副政委，晋察冀军区野战军第4纵队12旅供给处政委，华北军区补训兵团卫生部政委。参加了正太战役、清风店战役、石家庄战役、平津战役。中华人民共和国成立后，任公安部武装保卫局副处长，总政治部保卫部处长，河北省军区邢台军分区政委。1981年，担任解放军军事法院副院长，院长。1955年9月，授予上校军衔。1960年5月晋升为大校军衔。